# الحدود الماليزية السنغافورية
الحدود الماليزية السنغافورية هي الحدود البحرية الدولية الفاصلة بين هذين البلدين الآسيويين الواقعين في جنوب شرق آسيا. تقع ماليزيا على الطرف الشمالي من الحدود، في حين تقع سنغافورة على الطرف الجنوبي. تتألف الحدود من مجموعة من الخطوط المستقيمة الواقعة بين الإحداثيات الجغرافية البحرية المحاذية أو المجاورة لأعمق قناة في مضيق جوهر.
يمتد الشطر الغربي من الحدود المتجاوز للحد المعرف في اتفاق عام 1995 إلى الجزء الغربي من مضيق سنغافورة، في حين يمتد الشطر الشرقي من الحدود متجاوزًا نهاية الحدود المعرفة وصولًا إلى الجزء الشرقي من المضيق. لا يوجد اتفاق رسمي بين البلدين لتعيين حدودهما المشتركة، وذلك باستثناء الحدود المعرفة في اتفاق عام 1995. أدى هذا إلى ظهور عدة ادعاءات متعارضة في ما بينهما. تدعي سنغافورة سيادتها على كل من الحد البحري الإقليمي الممتد لمسافة 12 ميلًا بحريًا والمنطقة الاقتصادية الخالصة، في حين تدعي ماليزيا سيادتها على الحد البحري الإقليمي الممتد لمسافة 12 ميلًا بحريًا.
كذلك سوف يتعين تحديد الجزء الجديد من الحدود البحرية الشرقية الفاصلة ما بين ماليزيا وسنغافورة حول جزيرة بيدرا برانكا بعد قرار محكمة العدل الدولية الصادر بتاريخ 23 مايو عام 2008 في ما يخص الجزيرة والذي اعترف بسيادة سنغافورة عليها. تبعد الجزيرة مسافة قدرها 24 ميلًا بحريًا (44 كم) عن أبعد نقطة جغرافية شرقية في سنغافورة ومسافة قدرها 7.7 ميلًا بحريًا (14.3 كم) عن الجهة الجنوبية الشرقية من الساحل الماليزي. هناك نقطتي عبور رسميتين تقعان على الحدود ألا وهما معبر جوهر-سنغافورة وخط الربط الثاني الواصل بين ماليزيا وسنغافورة (المعروف رسميًا باسم خط ربط تواس الثاني في سنغافورة). كذلك توجد خدمات دولية لتسيير العبارات وقوارب التموين بين بلدية بينغيرانغ الواقعة على الطرف الجنوب الشرقي من ولاية جوهر في ماليزيا ومنطقة تشانغي الواقعة على الطرف الشرقي من سنغافورة.

## لمحة تاريخية
يرجع تاريخ ظهور الحدود الحديثة بين ماليزيا وسنغافورة إلى القرن التاسع عشر في أعقاب تأسيس سلطان جوهر للجزيرة وتنازله اللاحق عنها لصالح شركة الهند الشرقية البريطانية في عام 1824، وذلك على اعتبار أنها كانت واقعة تحت السيادة الاسمية لسلطنة جوهر. كذلك كانت قبل ذلك تابعة لإمبراطورية ماجاباهيت.
تغيرت حالة الحدود من حدود دولية لتغدو حدودًا دون قومية (حدودًا تقسيمية ضمن البلد الواحد) والعكس صحيح لمرات عدة. أضحت حدودًا دولية بعد تنازل سلطنة جوهر عن سنغافورة لصالح شركة الهند الشرقية في عام 1824. كانت جوهر دولة ذات سيادة بحكم ما نص عليه القانون. أضحت الحدود تفصل بين إقليمين واقعين تحت الحكم البريطاني حين غدت سلطنة جوهر واقعة تحت الحماية البريطانية، في حين ظلت سنغافورة مستعمرة ملكية بريطانية في عام 1914.
كان اتحاد مالايا (المؤلف من شبه الجزيرة الماليزية) والذي ضم تحت لوائه سلطنة جوهر كدولة مكوِّنة قد غدا اتحادًا مستقلًا بتاريخ 31 أغسطس عام 1957. أصبحت الحدود بين جوهر وسنغافورة حدودًا دولية تفصل بين دولة مالايا ذات السيادة وإقليم سنغافورة البريطاني المتمتع بالحكم الذاتي. اندمجت سنغافورة مع ماليزيا لتصبح دولة مكوِّنة في يوم 16 سبتمبر عام 1963، وهو ما جعل الحدود قائمة بين دولتين مؤلفتين ضمن ماليزيا. أصبحت الحدود حدودًا دولية حين طردت سنغافورة من ماليزيا لتصبح بعدها دولة مستقلة ذات سيادة بتاريخ 9 أغسطس عام 1965.

### جائحة كوفيد-19
أعلنت الحكومتان الماليزية والسنغافورية اعتزامهما وضع قيود حدودية في استجابة لجائحة كوفيد-19 بتاريخ 16 مارس 2020. استمر هذا الإغلاق الحدودي لنحو عامين من الزمن على وجه التقريب، واستثنيت منه شحن البضائع.
أعلن رئيس الوزراء الماليزي إسماعيل صبري يعقوب ورئيس الوزراء السنغافوري لي هسين لونغ عن فتح الحدود بين البلدين بصورة رسمية بعد انخفاض عدد حالات الإصابة بمتحور أوميكرون من فيروس كوفيد-19 في كلا البلدين بتاريخ 1 أبريل عام 2022. افتتح المعبر وخط الربط الثاني على جانبي الحدود لجميع أنواع وسائل النقل الخاصة بعد عامين من الإغلاق الكامل. تعين على المسافرين أن يكونوا ملقحين بالكامل، في حين تعين على الأطفال غير الملقحين ممن لم تتجاوز أعمارهم الـ12 عامًا أن يكونوا بصحبة وصي ملقح بالكامل. يمكن للمسافرين عبور الحدود الماليزية السنغافورية بدواعٍ عائلية أو تجارية أو ترفيهية. استمر تدفق البضائع والسلع وإمدادات الغذاء بصورة طبيعية منذ ذاك الحين.

## النزاعات

### السيادة على بيدرا برانكا
بيدرا برانكا هو تشكيل صخري يقع عند المدخل الشرقي لمضيق سنغافورة على الجهة الجنوبية الشرقية من الطرف الجنوبي الشرقي لولاية جوهر الماليزية. كانت الجزيرة موضع نزاع على السيادة بين ماليزيا وسنغافورة، وذلك بالإضافة إلى تنازعهما على معلمين بحريين أخرين ألا وهما الصخور الوسطى والرف الصخري الجنوبي.
أصدرت محكمة العدل الدولية قرارًا يقضي بمنح سنغافورة حق السيادة على بيدرا برانكا، في حين منِحت ماليزيا حق السيادة على الصخور الوسطى بتاريخ 23 مايو عام 2008. تركت مسألة البت في سيادة الرف الصخري الجنوبي -الذي كان ينجلي فقط عند انحسار الجَزر- لتقرر في وقت لاحق إذ صرحوا أن مسألة سيادتها توقفت على المياه الإقليمية التي كانت تقع ضمنها. تمخض عن هذا القرار التوصل إلى حلحلة العقبة طويلة الأمد المنوطة بعملية التفاوض على تعيين الحدود البحرية بين البلدين. سرعان ما تعهدت كل من ماليزيا وسنغافورة بإنشاء لجنة فنية مشتركة لتعيين الحدود البحرية في المياه المحيطة ببيدرا برانكا بعيد صدور قرار محكمة العدل الدولية.
بادرت ماليزيا إلى رفع طلب من أجل إعادة النظر في الحكم قبل مضي عشر سنوات على صدوره في عام 2017. بيد أن الحكومة الجديدة سحبت الطلب في العام التالي، وهو ما سوى هذه المسألة بصورة نهائية.

## المعابر الحدودية
تجاوز عدد الأشخاص الذين عبروا الحدود الماليزية السنغافورية خلال اليوم الواحد 450,000 شخص. استخدم هؤلاء المعبرين البريين القاطعين لمضيق جوهر، وهو ما يجعل هذه الحدود إحدى أكثر الحدود البرية اكتظاظًا في العالم.
- معبر جوهر-سنغافورة: يقع شمالي سنغافورة، وهو نقطة التفتيش الحدودية الأكثر اكتظاظًا في العالم. يبلغ عدد الأشخاص الذين يسافرون عبره نحو 350,000 شخص يوميًا.
- خط ربط ماليزيا-سنغافورة الثاني: يقع غربي سنغافورة ويعرف رسميًا باسم خط ربط تواس الثاني في سنغافورة أو لينكدوا في ماليزيا.
- كذلك ثمة نقطة عبور بحرية بين بينغيرانغ في ولاية جوهر وتشانغي في سنغافورة.

#### معبر جوهر-سنغافورة
يعد معبر جوهر-سنغافورة صلة الوصل الأكثر استخدامًا بين البلدين. يدعم المعبر حركة المرور البرية والسكك الحديدية. يعد أقدم معبر ربط فيزيائي يصل بين البلدين، واستكمل بنائه في عام 1923. أقيمت نقاط تفتيش للتحقق من بطاقات الهوية في عام 1966. وبدأ التحقق من جوازات السفر في عام 1967.
توجد نقاط تفتيش مختلفة للمسافرين عبر الطرق البرية أو السكك الحديدية على حد سواء. يعالج المسافرين الوافدين عبر الطرق البرية في مجمع السلطان إسكندر على الجانب الماليزي، ونقطة تفتيش وودلاندز الواقعة على الجانب السنغافوري. استعيض عن المنشآت القديمة بنقاط تفتيش خاصة بالهجرة؛ إذ باشرت نقطة تفتيش وودلاندز الحالية العمل في عام 1998، في حين افتتح مجمع السلطان إسكندر في عام 2008.